# 요한 고틀리브 간

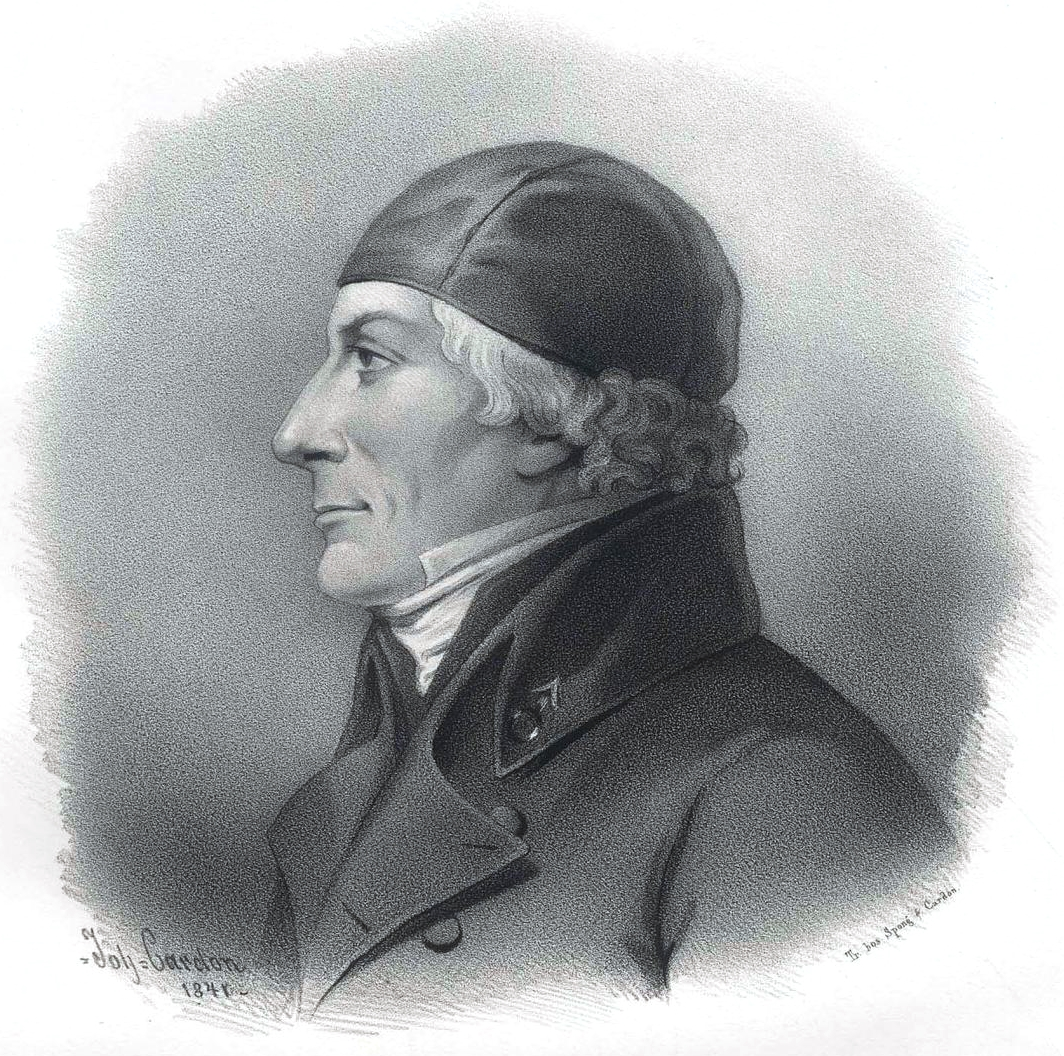
요한 고틀리브 간

요한 고틀리브 간(스웨덴어: Johan Gottlieb Gahn, 1745년 8월 19일 ~ 1818년 12월 8일)은 스웨덴의 화학자, 광물학자, 결정학자이다. 1774년 망가니즈를 발견하였으나, 직접 발표한 논문이 적고 자신의 자료를 수집해 놓지 않아서 명성을 얻지 못하였다.

## 생애
간은 1745년 8월 19일 쇠데르함 근처의 복스나에서 태어났다. 어렸을 적에 부친을 잃은 후 광산에서 일하다가 토르베른 올로프 베리만에게 광물학을 배웠다. 1774년 망가니즈를 분리하는 데 처음으로 성공하였다. 망가니즈의 존재는 많은 화학자들에 의해서 예측되어왔으나, 분리해내는 것은 처음이었다. 1784년에는 광산대학의 감독관이 되었고, 광산과 제련소의 경영에도 참여하였다. 말년에는 신분제 의회의 의원으로도 참가하였다. 옌스 야코브 베르셀리우스와 함께 황산, 아세트산을 만드는 공장을 설립하기도 하였다. 1818년 12월 8일 스톡홀름에서 사망하였다.

## 같이 보기
- 망간